# الطريق الخارجي رقم 2

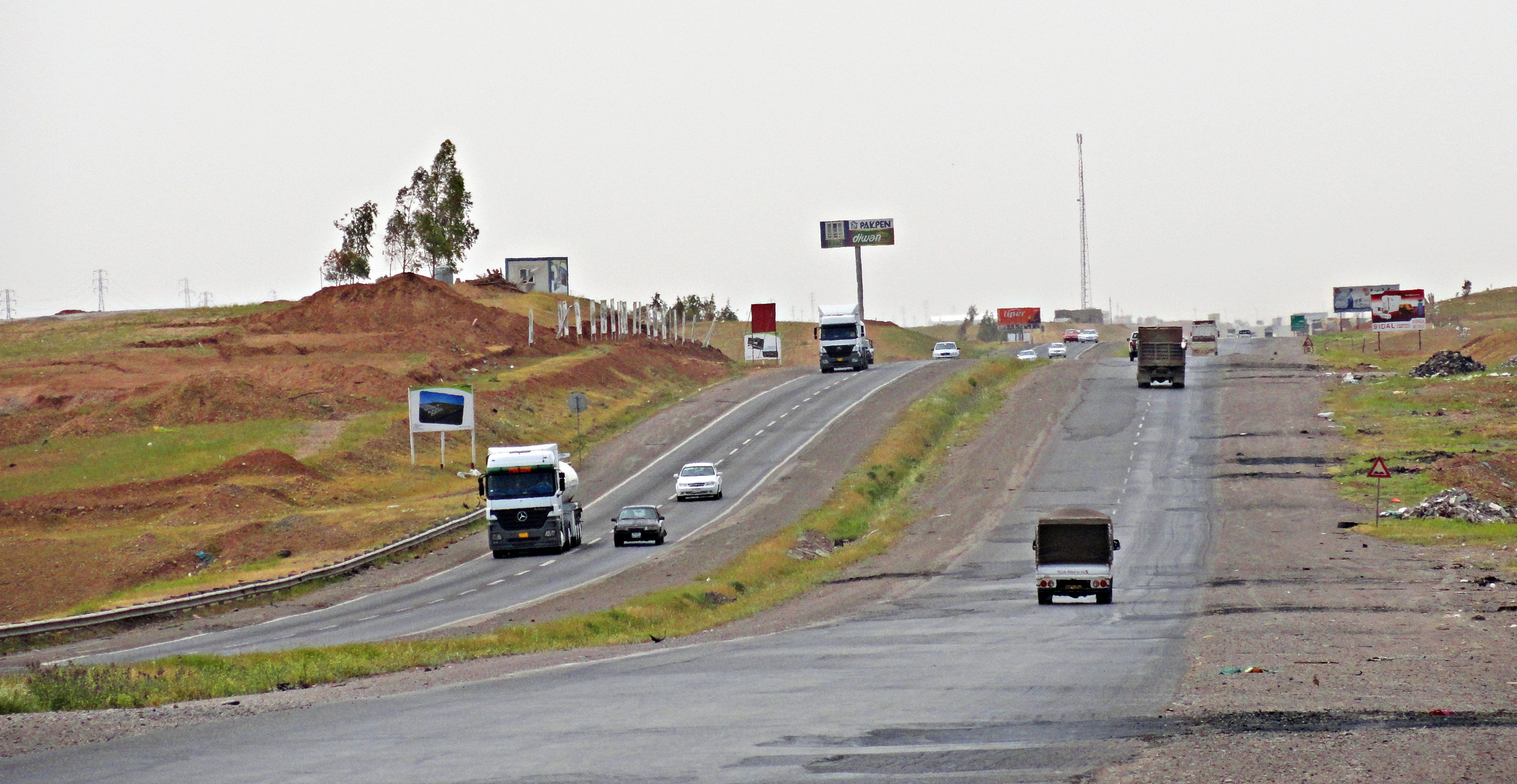
طريق أربيل - الموصل

الطريق الخارجي رقم 2 في العراق يصل من بغداد إلى سيلوبي تركيا . ويمر بكل من بعقوبة و الخالص و كركوك و اربيل و الموصل و دهوك والى منفذ ابراهيم الخليل الحدودي مع تركيا .